# 末光元広
末光 元広（すえみつ もとひろ、1888年（明治21年）1月11日 - 1958年（昭和33年）10月26日）は、大日本帝国陸軍軍人。最終階級は陸軍中将。

## 経歴
1888年（明治21年）に愛媛県で生まれた。陸軍士官学校第21期卒業。1936年（昭和11年）3月7日に電信第3大隊長に就任し、8月1日に陸軍航空兵大佐に進級した。1937年（昭和12年）に第3師団司令部附となり、第八高等学校に配属され、1938年（昭和13年）には第4通信隊長に転じた。
1940年（昭和15年）に陸軍少将に進級し、津軽要塞司令官に就任した。1941年（昭和16年）に教育総監部附となり、1942年（昭和17年）に陸軍少年通信兵学校長に就任した。1943年（昭和18年）11月6日には第2方面軍通信隊司令官に転じ、南方方面に出征。1944年（昭和19年）6月19日に第4航空通信司令官に就任し、10月26日に陸軍中将に進級、1945年（昭和20年）6月15日に陸軍歩兵学校附となる。7月16日に第62兵站警備隊を根幹として編成された第148師団長に親補され、武器弾薬が不足する中で、新京で終戦を迎えた。
1948年（昭和23年）1月31日、公職追放仮指定を受けた。